# Franz Pauly
Franz Pauly (5. března 1827 Düren – 3. října 1885 Praha) byl rakouský klasický filolog a středoškolský profesor německého původu. Vyučoval na gymnáziích nejprve v několika německých městech, poté v Bratislavě, Praze, Chebu, Štýrském Hradci a nakonec opět v Praze. Vydával díla řeckých a římských klasiků i vlastní odborné práce. Byl oceňovaný pro své znalosti a pedagogické schopnosti.

## Život
Narodil se 5. března 1827 ve městě Düren v Porýní. V letech 1847-51 studoval na univerzitě v Bonnu, pak vyučoval na gymnáziích v několika německých městech (Kolín nad Rýnem, Koblenz, Trevír, Cáchy).
7. března 1856 se přestěhoval do Rakouska. Nejprve působil jako profesor v Bratislavě. Následujícího roku získal místo na pražském akademickém gymnáziu, odkud se po pěti letech přesunul na malostranské gymnázium. V roce 1874 byl jmenován ředitelem gymnázia v Chebu a roku 1878 ve Štýrském Hradci. Odtud se v dubnu 1885, po smrti dosavadního ředitele Bauera, vrátil zpět do Prahy jako ředitel novoměstského státního německého vyššího gymnázia.
V červnu 1885 onemocněl. Prázdniny strávil ve slezských lázních Salzbrunn (dnes Szczawno-Zdrój), ale pobyt mu nepomohl – vrátil se odtud upoutaný na lůžko. Zemřel 3. října 1885 v Praze.
Byl oceňovaný jako výborný filolog a úspěšný pedagog, muž pevných zásad, přísný k sobě i jiným. Byl i příjemným, vtipným společníkem a během svých dvou pobytů v Čechách si získal mnoho přátel.

## Dílo
Vydával díla řeckých a latinských klasiků i vlastní filologické práce v němčině, např.:
- Zehn Reden das Demosthenes (1857 s reedicemi), deset Démosthenových proslovů
- M. Tullii Ciceronis Orationes selectae (na pokračování od r. 1861), vybrané proslovy Cicerona
- Lateinisch-deutsches Handwörterbuch für Mittelschulen (1865), latinsko-německý slovník pro střední školy
- Homeri Odysseae epitome (1872 s několika reedicemi), shrnutí Homérovy Odysey
- Beiträge zur Kritik des Horazscholiasten Porphyrion (1875), příspěvky ke kritice Horatiova žáka Porphyria[7]

Byl i příležitostným básníkem; např. k návštěvě císaře Františka Josefa v Bratislavě r. 1856 napsal oslavnou ódu.

## Rodina
Velké starosti mu způsoboval jeho syn (jmenoval se rovněž Franz Pauly). Ten opustil studia a věnoval se obchodu, ovšem nikoliv poctivému. Když byl pro špatnou pověst (vedl „nedbalý život“, „lüderliches Leben“) nucen opustit Štýrský Hradec, odjel roku 1884 do Prahy, kde mu otec za pomoci přátel získal místo skladníka u knihkupce Tempského. Brzy byl ale pro nespolehlivost propuštěn. Na opětovnou žádost otce byl přijat zpět — ale v červenci 1885 vyšlo najevo, že navzdory platu 45 zlatých měsíčně svému zaměstnavateli kradl knihy a prodával do antikvariátů; nakonec se přiznal ke krádežím knih v původní prodejní ceně 770 zlatých (i když skutečná tržní cena byla hlavně u starších vydání nižší). Ostuda, kterou tím způsobil, přispěla k předčasné smrti jeho otce. Mladý Franz Pauly byl za své činy v listopadu 1885 odsouzen na čtyři měsíce vězení.